# Laurence-Moon-Biedl-Bardet-Syndrom
Das Laurence-Moon-Biedl-Bardet-Syndrom (LMBBS), auch Laurence-Moon-Biedl-Syndrom, ist eine seltene, angeborene und unheilbare Entwicklungsstörung auf der Grundlage einer autosomal-rezessiv vererbbaren Genmutation an zwölf möglichen Genen. Es wurden früher zwei Syndromtypen unterschieden: Laurence-Moon-Syndrom und Biedl-Bardet-Syndrom. International wird inzwischen in die Typen 1 bis 12 eingeteilt, je nachdem welches Gen betroffen ist. Das mit hormonellen, insbesondere Gonadotropine betreffenden Störungen zusammenhängende Syndrom gehört zur Gruppe der Ziliopathien.

## Auftretenshäufigkeit und Entstehung
Das LMBB-Syndrom ist selten. Die Auftrittswahrscheinlichkeit des Biedl-Bardet-Typs beträgt zwischen 1:160.000 und 1:15.000, der Laurence-Moon-Typ ist noch seltener.
Grundlage der Behinderung ist eine Genmutation. Die relevanten Genorte für den Biedl-Bardet-Typ sind 16q21 und 11q13.
Bei etwa 30 % der BBS-Patienten ist die Ursache der Erkrankung der Zilien eine Störung der Protein-Zufuhr.
Die Proteine BBS1 bis BBS19 bilden an sich den Transporter BBSome, der Zilien neue Proteinbausteine zuführt.
Hat das BBSome Fracht im Inneren der Zelle aufgenommen, bringt es ein Lotse zur Zelloberfläche, zu den Zilien.

Der Lotse, das Molekül ARL6, dockt am Protein BBS1 des BBSome an und geleitet es zur Zelloberfläche.
Der Mechanismus ist universell – beim Menschen wie bei Grünalgen.
Bei der Ziliopathie liegt ein Gendefekt an der BBS1-Bindestelle von ARL6 mit BBS1 vor.

BBSome findet daher keinen Lotsen, so dass Zilien wichtige Bausteine fehlen und sie ihre Funktion verlieren.
Für die übrigen 70 % der Erkrankungen vermutet man als Ursache eine Enzymopathie, eine Störung der hypothalamo-hypophysären Funktion oder einen Kinesin-Defekt. Etwa 50 % der Kinder mit dem Syndrom stammen aus inzestuösen Beziehungen (Verwandtenverbindungen).
Heterozygote Träger der Mutation sind gesund, für sie besteht kein erhöhtes Risiko, typische Manifestationen des Syndroms wie Übergewicht, Diabetes, Bluthochdruck oder eine Nierenkrankheit zu entwickeln.

## Geschichte
Das Syndrom wurde unter wissenschaftlichen Gesichtspunkten erstmals beschrieben zu verschiedenen Zeiten von John Laurence (1866, Fachgebiet Augenheilkunde), seinem Kollegen Robert Charles Moon (Fachgebiet Augenheilkunde), Georges Bardet (Anfang 20. Jahrhundert, Fachgebiet Allgemeinmedizin) und Artur Biedl (Anfang 20. Jahrhundert, Fachgebiet Endokrinologie). 1925 wurden die Forschungen zur Symptomatik vorerst abgeschlossen und das Behinderungsbild bekam den Namen Laurence-Moon-Bardet-Biedl-Syndrom, der später zu Bardet-Biedl-Syndrom verkürzt wurde.

## Merkmale und Symptome
Im Bereich der klinischen Symptomatik wird unterschieden in das Laurence-Moon-Syndrom (ohne Polydaktylie, d. h. ohne zusätzliche Finger und Zehen, und Adipositas, dafür aber mit Paraplegie und Muskelhypotonie) und das Bardet-Biedl-Syndrom (mit Polydaktylie, Adipositas und Besonderheiten der Nieren wie Nierendysplasie). Nicht alle Menschen mit dieser Besonderheit zeigen alle Merkmale und nicht alle Merkmale sind in gleich starker Ausprägung nachweisbar; es muss bei der Diagnose eine starke intrafamiliäre Expressivität beachtet werden. Gehäuft sind bei Menschen mit dieser Genmutation folgende Kennzeichen festzustellen:
- Gesicht, Augen und Ohren
  - verbreiterte Nasenwurzel
  - kurzer Hals
  - unterdurchschnittliche Zahl der Zähne
  - Retinitis pigmentosa, eine fortschreitende, ggf. zu Blindheit führende, Augenerkrankung
  - Hemeralopie
  - Anosmie[3]
  - nach unten außen abfallende Lidwinkel
  - Schwerhörigkeit
  - vergleichsweise tief liegende Ohren

- Extremitäten
  - Polydaktylie, häufig der Zehen

- Körper
  - Adipositas
  - Diabetes mellitus
  - Arterielle Hypertonie (Bluthochdruck)
  - Minderwuchs
  - Muskelhypotonie (Muskelschwäche)
  - Fehlbildungen der Eierstöcke bzw. Unterentwicklung von Penis (Mikropenis) und Hodensack, Degeneration der Hoden-Tubuli, Leydig-Zell-Hypoplasie (Hypogenitalismus, Hypogonadismus)
  - Fehlbildungen im Bereich der Leber und der Gallenwege
  - Anfälligkeit für Erkrankungen der Nieren, häufig primäre Nierenhypoplasie mit Pyelonephritis und Urämie

- Sonstiges
  - Geistige Behinderung unterschiedlichen Schweregrades
  - Störungen der Motorik
  - Antriebsschwäche
  - verzögerte oder ausbleibende Pubertät

## Behandlung und Differentialdiagnostik
Setmelanotid (Handelsname: Imcivree) ist sowohl in den USA als auch innerhalb der EU zugelassen zur Behandlung von Fettleibigkeit (Adipositas) und zur Kontrolle des Hungergefühls, das u. a. durch das Bardet-Biedl-Syndrom (BBS) verursacht wird. Setmelanotid hat Orphan-Drug-Status, d. h.: es ist ein Arzneimittel gegen eine seltene Krankheit. Es ist der erste zugelassene Vertreter („First-in-class“) einer vergleichsweise neuen Wirkstoffklasse.
Als Differentialdiagnose kommen das Alström-Syndrom, das Börjeson-Forssman-Lehmann-Syndrom, das McKusick-Kaufman-Syndrom, das MORM-Syndrom, das Prader-Willi-Syndrom, das Smith-Lemli-Opitz-Syndrom, das Pallister-Hall-Syndrom, das Cohen-Syndrom sowie das klinisch ähnliche Biemond-Syndrom II in Frage. Das Krankheitsbild ähnelt zudem dem Fröhlich-Syndrom.